# Salvatore Pricoco
Salvatore Pricoco (Catania, 11 novembre 1927) è uno storico italiano.
Ordinario di Storia del cristianesimo antico e medievale nella Facoltà di lettere dell'Università di Catania e accademico dei Lincei, è l'autore di varie pubblicazioni relative al monachesimo cristiano occidentale, in una prospettiva di tipo comparativo.
Dal 1998 al 2001 ha diretto il comitato editoriale della rivista Cassiodorus. Rivista di Studi sulla Tarda antichità (ISSN 1123-8968) presso l'Istituto di studi su Cassiodoro e sul Medioevo in Calabria.
Dal 1998 al 2003 è stato uno dei coordinatori del progetti di ricerca "Censimento dei santuari della Sicilia orientale", promosso dal medievista francese André Vauchez, allora direttore dell'École française di Roma.

## Opere
- Salvatore Pricoco, Manlio Simonetti, La preghiera dei cristiani, Fondazione Lorenzo Valla - Arnoldo Mondadori Editore, Milano, 2000, collana "Scrittori Greci e Latini", ISBN 9788804473091
- La regola di san Benedetto e le regole dei Padri, a cura di Salvatore Pricoco, Fondazione Lorenzo Valla - Arnoldo Mondadori Editore, Milano, 1995, collana "Scrittori Greci e Latini", ISBN 9788804381983
- Salvatore Pricoco, Il monachesimo, Laterza, Roma-Bari, 2003, ISBN 9788842068631
- Salvatore Pricoco, Il monachesimo italiano dal Maestro a san Benedetto; la regola benedettina, in Giovanni Filoramo e Daniele Menozzi (a cura di), Storia del cristianesimo: L’antichità, Editori Laterza. URL consultato il 23 gennaio 2020 (archiviato il 23 gennaio 2020).
- Salvatore Pricoco, Storia del cristianesimo: L’antichità, a cura di Giovanni Filoramo e Daniele Menozzi, Editori Laterza. URL consultato il 23 gennaio 2020 (archiviato il 23 gennaio 2020).
- Rossana Barcellona e Salvatore Pricoco, La Sicilia nella tarda antichità e nell'alto Medioevo : religione e società : atti del convegno di studi, Catania-Paternò, 24-27 settembre 1997, Soveria Mannelli (Catanzaro), Rubbettino, 1999. URL consultato il 23 gennaio 2020 (archiviato il 23 gennaio 2020).